# Hà Đông (phường)
Hà Đông là một phường thuộc thành phố Hà Nội, thủ đô của Việt Nam. Phường được hình thành trên cơ sở sáp nhập các phường Phúc La, phường Vạn Phúc, một phần diện tích tự nhiên, quy mô dân số của các phường Mộ Lao, Quang Trung, Hà Cầu, La Khê, Văn Quán, thuộc quận Hà Đông cũ, một phần phường Đại Mỗ thuộc quận Nam Từ Liêm cũ và một phần xã Tân Triều thuộc huyện Thanh Trì cũ, trong đợt Sáp nhập tỉnh, thành Việt Nam 2025.

## Hành chính
Phường Hà Đông được thành lập theo Nghị quyết số 1656/NQ-UBTVQH15 của Ủy ban Thường vụ Quốc hội Việt Nam, ban hành ngày 16 tháng 6 năm 2025. Theo đó, sắp xếp toàn bộ diện tích tự nhiên, quy mô dân số các phường Phúc La, phường Vạn Phúc, một phần diện tích tự nhiên, quy mô dân số của các phường Mộ Lao, Quang Trung, Hà Cầu, La Khê, Văn Quán, thuộc quận Hà Đông cũ, một phần phường Đại Mỗ thuộc quận Nam Từ Liêm cũ và một phần xã Tân Triều thuộc huyện Thanh Trì cũ, để thành lập phường Hà Đông.
Sau sắp xếp phường có diện tích tự nhiên 9,26 km2, quy mô dân số 90.284 người. Phía Đông tiếp giáp xã Thanh Liệt, phía Tây tiếp giáp phường Dương Nội, phía Nam tiếp giáp phường Kiến Hưng, phía Bắc tiếp giáp phường Đại Mỗ. Trụ sở Phường dự kiến đặt tại số 2 phố Hà Cầu.